# Brand New Heavies
 (février 2020).
Si vous disposez d'ouvrages ou d'articles de référence ou si vous connaissez des sites web de qualité traitant du thème abordé ici, merci de compléter l'article en donnant les références utiles à sa vérifiabilité et en les liant à la section « Notes et références ».
Pour les articles homonymes, voir BNH.
Brand New Heavies (BNH) est un groupe britannique d'acid jazz et de funk, formé en 1985 dans Ealing, en banlieue de Londres. À l’origine, un groupe instrumental de rare groove, BNH acquiert une grande réputation sur les scènes des clubs londoniens et signe très vite pour Cooltempo au moment où l’acid house remplace le rare groove dans les clubs.
Les membres principaux du groupe sont Jan Kincaid, Simon Bartholomew et Andrew Levy.
Brand New Heavies choisit son nom après la signature de son premier contrat d’enregistrement en s’inspirant de la pochette d’un single de James Brown sur laquelle il est écrit : Minister of New Super Heavy Funk.
On retrouve sur tous les albums de Brand New Heavies leur sigle : un éléphant.